# شیرین‌پلو
شیرین‌پلو یکی از انواع پلوها درغذاهای ایرانی  و یکی از اجزای رنگین سفرهٔ در جشن‌های عروسی یا مهمانی‌های بزرگ است. تهیه آن از پلوهای دیگر دشوارتر نیست اما برای تهیهٔ آن باید از مواد مرغوب استفاده شود. برای طعم و رنگ و عطر شیرین‌پلو از پوست پرتقال، بادام و پسته، زعفران، کره و نمک و فلفل سیاه بهره می‌جویند. 